# Kład

Kład miejscowy

Kład przesunięty – dla uniknięcia jego „rozpadu” uzupełniony widokiem krawędzi otworu

Kład – sposób przedstawienia na rysunku technicznym szczegółów przekroju lub widoku.
Kład przekroju to zarys figury płaskiej będącej przekrojem odwzorowanego przedmiotu, obrócony o 90° (zgodnie z ruchem wskazówek zegara). Wyróżnia się dwa rodzaje takich kładów:
- kład miejscowy – położony na widoku, rysowany liniami cienkimi i tylko wtedy, gdy nie zaciemnia rysunku
- kład przesunięty – położony poza widokiem przedmiotu, rysowany liniami grubymi.

Kład widoku (rysowany linią cienką) służy do przedstawienia rozmieszczenia otworów i podobnych elementów bez konieczności rysowania drugiego rzutu.
Jeśli płaszczyzna przekroju przecina oś otworu (walcowego lub stożkowego), kład uzupełnia się widokiem krawędzi otworów leżących za płaszczyzną. Nie rysuje się kładów składających się z dwóch odrębnych części.
W odróżnieniu od widoku, w kładzie nie pokazuje się zarysów przedmiotu znajdujących się poza płaszczyzną przekroju.